# Valdemorillo
Valdemorillo es un municipio y localidad española del oeste de la Comunidad de Madrid. El término municipal, con una población de 14 164 habitantes (INE 2024), incluye, además de la localidad homónima, las urbanizaciones de Mojadillas, El Paraíso, Pino Alto Cazadero Real, Pino Alto Sector Sur, Jarabeltrán, Puentelasierra, La Esperanza, Montemorillo, Parque de las Infantas, La Pizarrera, Mirador del Romero, Los Barrancos y Cerro Alarcón compartida con Navalagamella y Ampliación Cerro Alarcón. En el municipio se localiza parte del embalse de Valmayor.

## Toponimia
Aunque en su término se han encontrado restos arqueológicos correspondientes a la Edad de Bronce, al Imperio romano y a la época visigótica.
Los cristianos podrían haber denominado valle del morillo a su zona de influencia, en clara referencia a un posible caudillo o jefe musulmán. Otras teorías interpretan que puede tratarse de un diminutivo de Valdemoro, municipio del sur de la Comunidad de Madrid.

## Geografía

### Ubicación
Está situado a 38 km de Madrid. Limita al norte con El Escorial, al este con Colmenarejo y Villanueva del Pardillo, al sur con Villanueva de la Cañada y Quijorna y al oeste con Navalagamella. Las aguas también arropan el enclave, pues al norte el está bañado por el pantano de Valmayor y el cauce del río Aulencia delimita este término municipal  por su parte este, mientras que el Perales lo hace por la oeste.
| Noroeste: El Escorial | Norte: El Escorial           | Noreste: Colmenarejo             |
| Oeste: Navalagamella  |                              | Este: Colmenarejo                |
| Suroeste: Quijorna    | Sur: Villanueva de la Cañada | Sureste: Villanueva del Pardillo |

En el municipio se localiza parte del embalse de Valmayor, que también baña los municipios de El Escorial y Colmenarejo. Se trata del segundo pantano de mayor capacidad de almacenaje de la región madrileña, después de El Atazar. Su término está incluido parcialmente dentro del parque regional del Curso Medio del Río Guadarrama y su Entorno. También forma parte del itinerario turístico conocido como Ruta Imperial de la Comunidad de Madrid, constituido alrededor de los caminos que utilizaba Felipe II en sus desplazamientos desde Madrid hasta el Monasterio de El Escorial.

### Medio físico

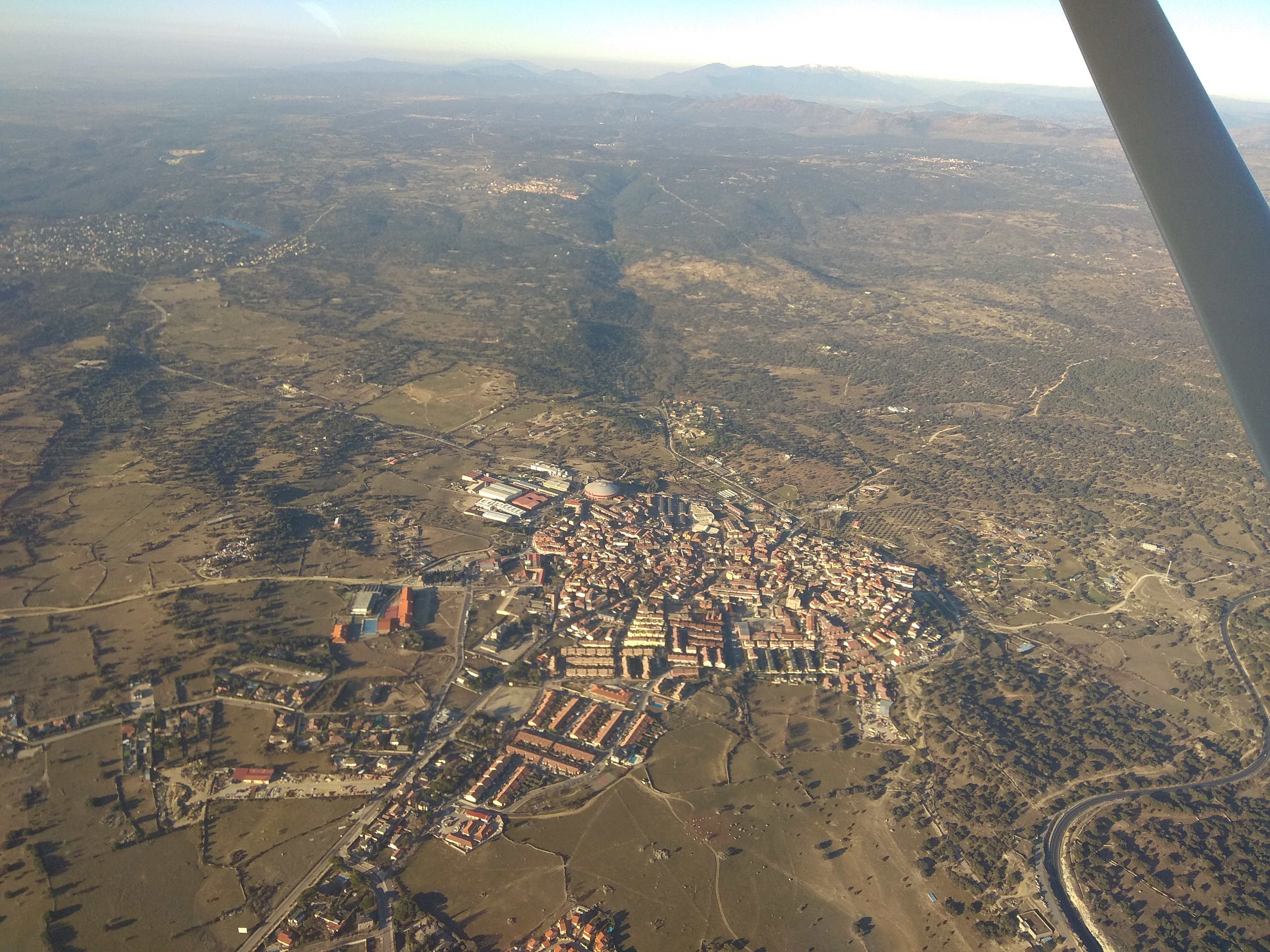
Vista aérea de Valdemorillo

Valdemorillo se ubica en la rampa de la sierra de Guadarrama, unidad geológica que sirve de transición entre las formaciones montañosas guadarrameñas y las llanuras detríticas de la depresión del Tajo.
El término se asienta sobre suelo granítico, aunque también aparecen masas arcillosas de consideración, fruto de la sedimentación del río Aulencia, que atraviesa el municipio. Su altitud media es de 815 m sobre el nivel del mar.
La localidad pertenece a la cuenca hidrográfica del río Guadarrama, al que vierte sus aguas el Aulencia, su principal afluente. Algunos de sus arroyos se encuadran dentro de la cuenca del Alberche, por medio del Perales, que pasa cerca de su límite suroccidental. El casco urbano lo atraviesa el arroyo de la Nava.
Valdemorillo integra encinares y zonas húmedas de gran valor ecológico, que han sido incluidos dentro del parque regional del Curso Medio del Río Guadarrama y su Entorno. El embalse de Valmayor, que inunda el valle del Aulencia, es uno de los principales parajes de este espacio natural protegido, así como los sotos situados aguas abajo de la presa y los bosques mediterráneos circundantes.
Otras zonas húmedas son el embalse de Valmenor o Presa Vieja, muy degradado al caer en desuso tras la construcción de Valmayor, y el pantano de Cerro Alarcón, en la zona de influencia de Valdemorillo, pero dentro de Navalagamella.

## Historia

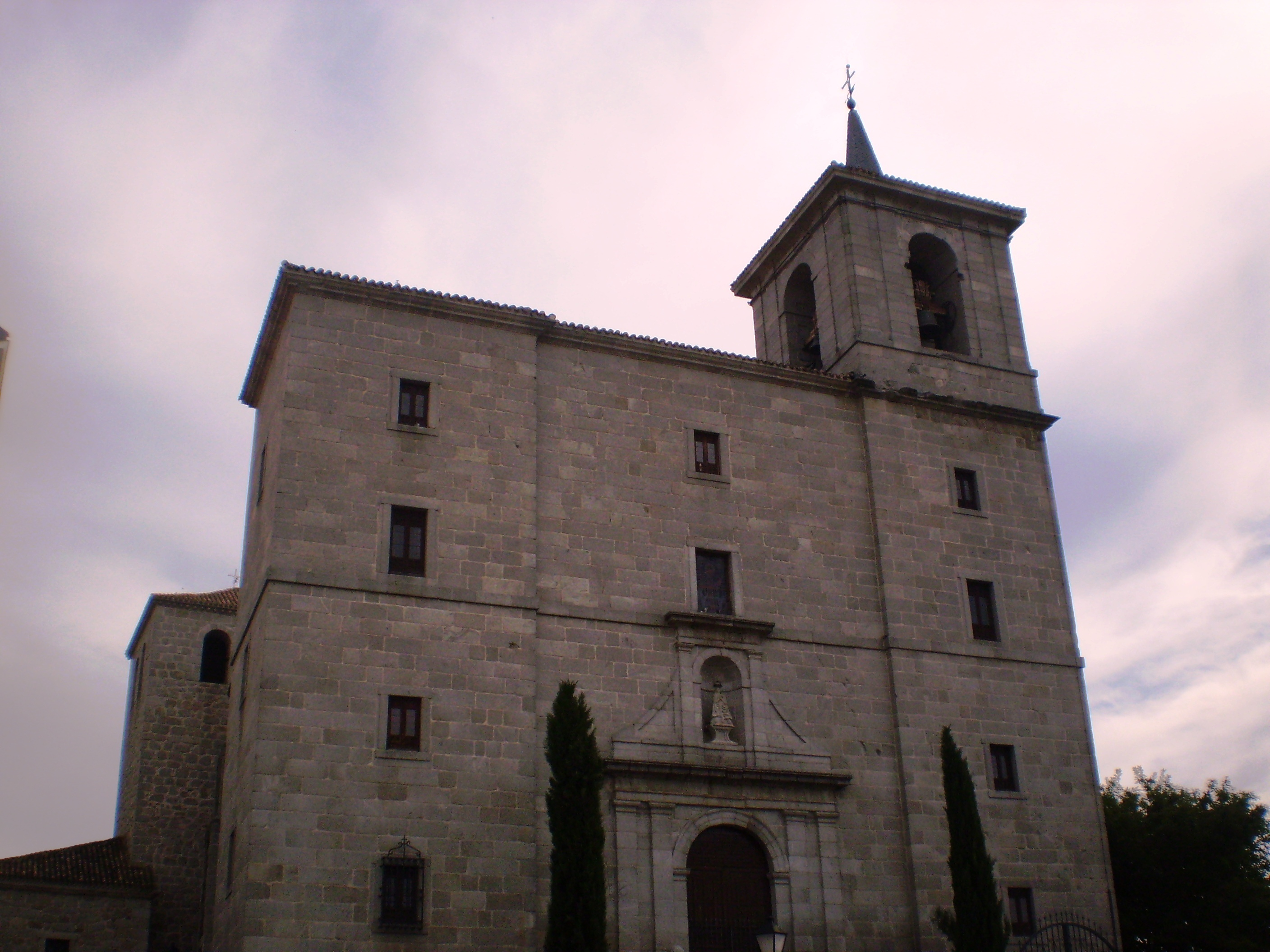
Fachada herreriana de la iglesia de Nuestra Señora de la Asunción, en Valdemorillo.

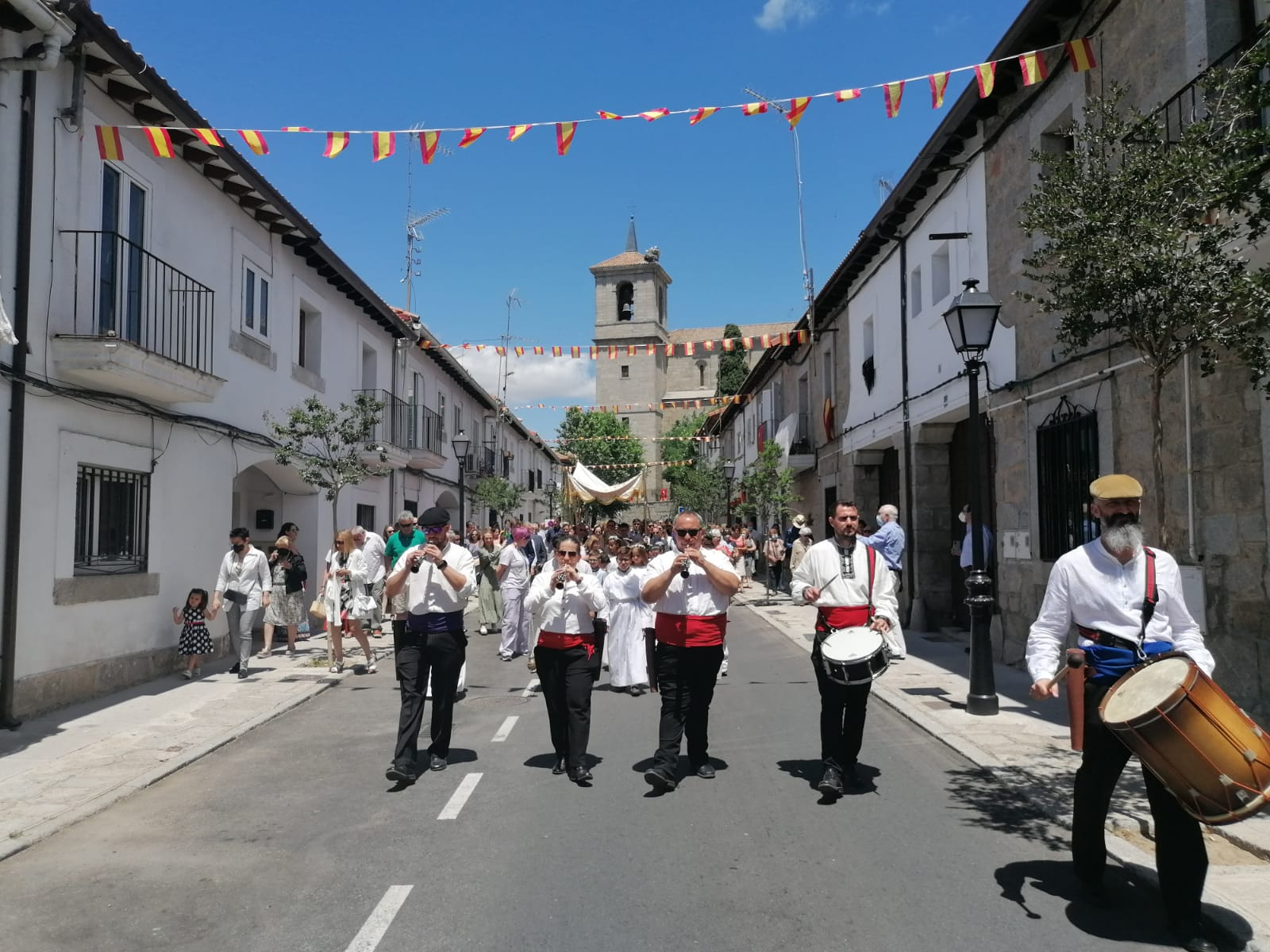
Calle Balconcillos de Valdemorillo

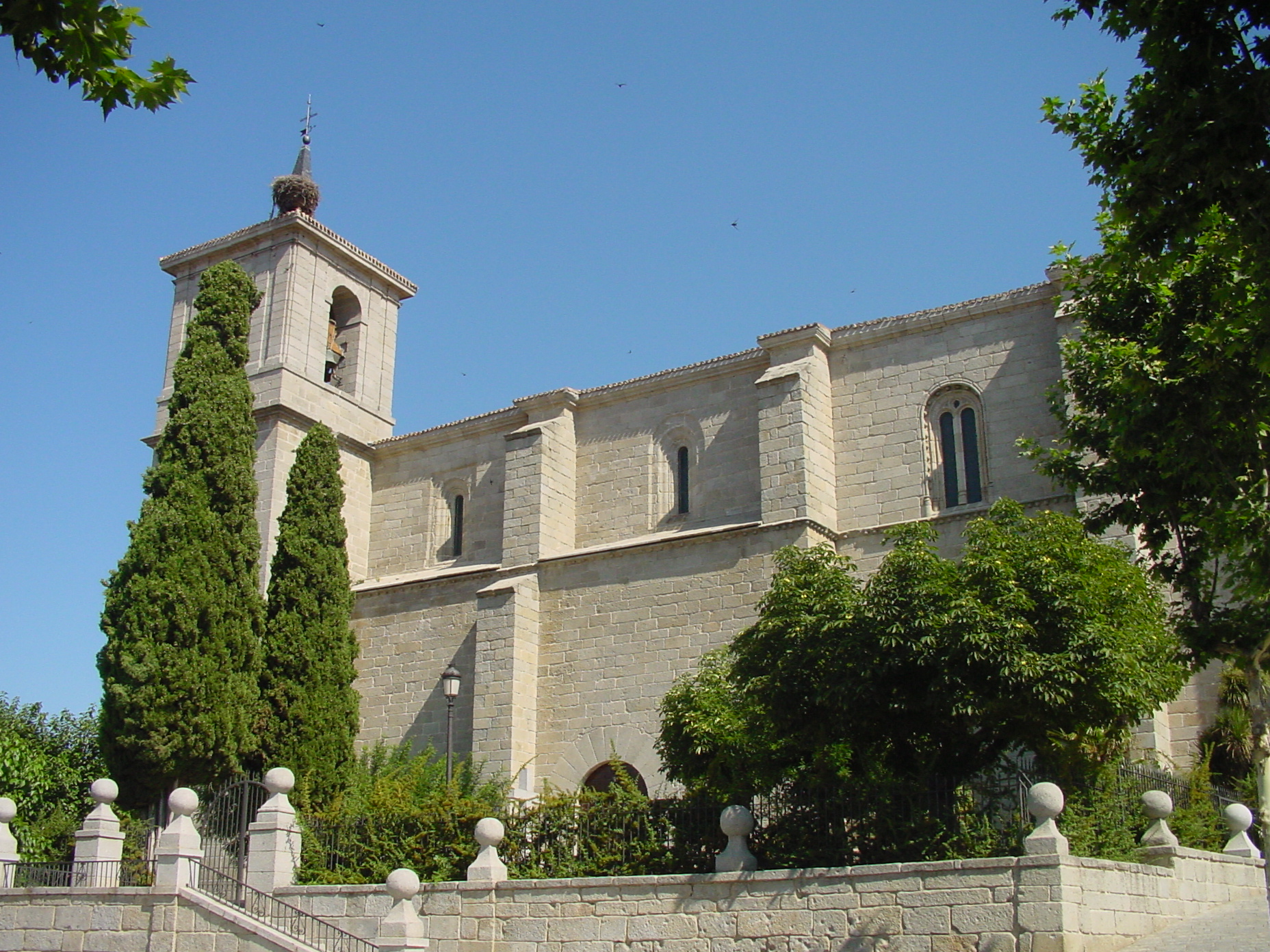
Parroquia de Nuestra Señora de la Asunción en Valdemorillo

La existencia de Valdemorillo solo está documentada desde el año 1302, reinando Fernando IV, apareciendo con el nombre de Val del Moriello quedando citado en el Libro de la Montería de Alfonso XI (1342). La historia de Valdemorillo se vincula a la desaparecida aldea de Valmayor, de la que apenas queda constancia, más allá de la utilización de su topónimo para designar al embalse homónimo, así como una ermita. Ambos núcleos urbanos desarrollaron una intensa actividad ceramista, dada la existencia de abundantes yacimientos arcillosos en la cuenca del río Aulencia. Fue territorio integrante del Sexmo de Casarrubios dentro de la comunidad de ciudad y tierra de Segovia a la que perteneció hasta la división provincial de 1833.
Durante la Edad Media, Valdemorillo integraba varias fábricas de tejas, ladrillos y cacharrería, al tiempo que sus montes eran utilizados como cazaderos por diferentes reyes castellanos, caso de Juan II y Enrique IV. Fue repoblado por pastores segovianos.
La construcción del Monasterio de El Escorial, en el siglo XVI, fue mal recibida por los lugareños, que vieron cómo parte de sus tierras eran absorbidas por el Real Sitio y las aguas de sus arroyos desviadas a los jardines y fincas escurialenses. En cualquier caso, los beneficios conseguidos fueron mucho mayores, ya que enseguida floreció una potente industria hostelera, que cubría las necesidades de pernoctación de los obreros, funcionarios y cortesanos que se dirigían a El Escorial desde Madrid.
El 2 y 3 de febrero de 1574 el pueblo dio cobijo a la comitiva que portaba los restos mortales del emperador Carlos I, padre de Felipe II, que iban a ser trasladados al panteón real del Monasterio de El Escorial. Durante el reinado de Felipe III, se construyeron tres pabellones de caza en los parajes de Valdequemado, de la Casa del Pino y de la Casa de los Llanos, para uso real. En 1628, Felipe IV concedió al pueblo el privilegio de villazgo. El siglo XVIII marcó el inicio de la decadencia de Valdemorillo, cuyo término dejó de ser frecuentado por los reyes a efectos cinegéticos. Pese a ello, aún siguió produciendo cerámica, al tiempo que se desarrollaron otras actividades económicas. Es el caso de sus canteras de granito, de las que salieron los sillares de la basílica de San Francisco el Grande, y de sus minas de caolín, explotadas por la Sociedad de Aulencia, Falcó y Cía. con su fábrica de loza fina, constituida a mediados del siglo XIX, en 1845 fue el motor económico de la población hasta la guerra civil de 1936.
Hacia mediados del siglo XIX, el lugar tenía contabilizada una población de 1223 habitantes. La localidad aparece descrita en el decimoquinto volumen del Diccionario geográfico-estadístico-histórico de España y sus posesiones de Ultramar de Pascual Madoz de la siguiente manera:

VALDEMORILLO: v. con ayunt. de la prov. y aud. terr. de Madrid (6 leg.), part. jud. de Navalcarnero (4), c. g. de Castilla la Nueva, dióc. de Toledo (13). sit. en un pequeño valle; á 2 leg. de los montes Carpetanos; la combaten con mas frecuencia los vientos N. y O., y su clima en algun tanto es frío, peto saludable. Tiene 300 casas, en lo general de regular construccion; una plaza, casa de ayunt., cárcel, escuela de primeras letras comun á ambos sexos, dotada con 3,300 rs.; varios pozos de buenas aguas para el uso de los vec, y una igl. parr. (la Asuncion) con curato de primer ascenso y de provision ordinaria: en los afueras se encuentran 3 ermitas, Ntra. Sra. de la Paz, Ntra. Sra. de la Esperanza y San Juan Bautista, y el cementerio que no perjudica á la salud pública. Confina el térm. N. con los bosques del Escorial; E. Colmenarejo; S. Villanueva de la Cañada y Quijorna, y O. Navalagamella: comprende un desp. titulado Valmayor; un monte de encina, roble y planta baja; varias alamedas, diferentes canteras de piedra y sal; una deh. llamada Rodesnillo, muchos prados naturales con buenas yerbas para los ganados: le cruzan el arroyo la Nava y los rios Aulencia y los Degollados, cuyas aguas se utilizan en parto para el riego. El terreno es de mediana calidad. caminos que dirigen á los pueblos limítrofes, y uno á Madrid. El correo se recibe de la adm. del Escorial por baligero. prod.: trigo, cebada, centeno, algarrobos, avena, lino y algun vino; mantiene ganado vacuno, lanar, caballar y de cerda, y cria caza de conejos y perdices. ind.: una fáb. de loza de clase superior, 2 molinos harineros, carreteria y carboneo. pobl.: 325 vec., 1,223 alm. cap. prod.: 3.703,837 rs. imp.: 192,757. contr.; 9'65 por 100. presupuesto municipal: 22,013 rs. que se cubren con el producto de propios y reparto vecinal.
(Madoz, 1849, p. 280)

En el siglo XX, durante la guerra civil española fue centro de operaciones del Ejército Popular de la República durante la batalla de Brunete. Una cruz en el jardín de la iglesia de Nuestra Señora de la Asunción recuerda a nombres de víctimas de la guerra.
La localidad fue bombardeada por la artillería del ejército sublevado desde la cercana localidad de Navalagamella dejando muestras visibles en la fachada de la iglesia que por aquel entonces era el cuartel de la 46.ª División  al mando de "El Campesino"

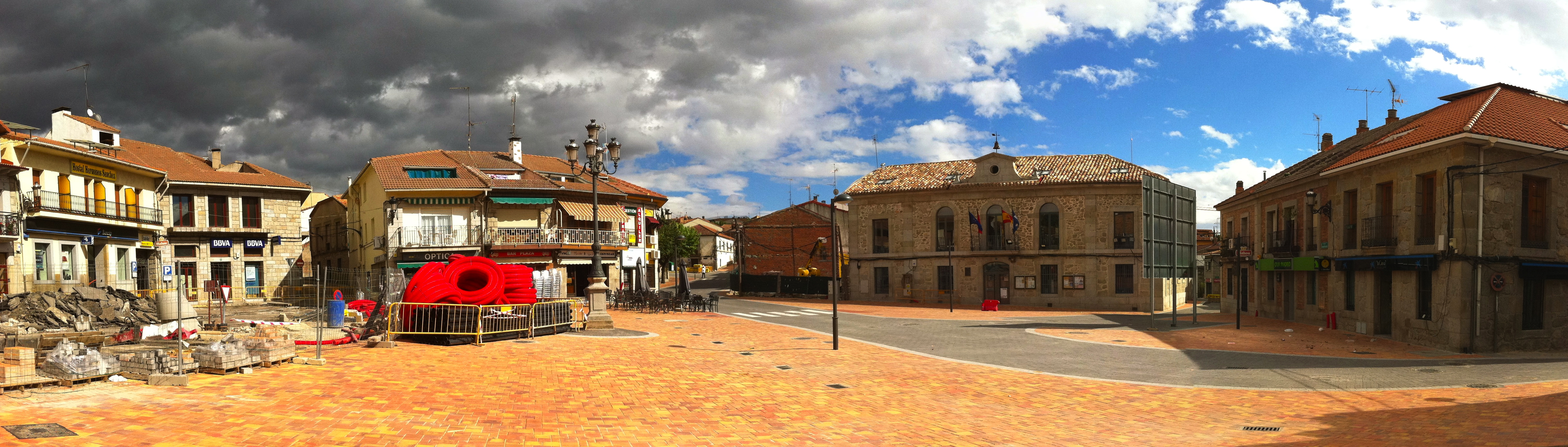
Peatonalización del casco histórico de Valdemorillo

Valdemorillo encontró en la construcción otra forma de desarrollo socioeconómico, siguiendo los pasos de la mayor parte de los pueblos de la sierra de Guadarrama. A ello se añadió una incipiente industria centrada en el turismo rural.

## Demografía
Cuenta con una población de 14 164 habitantes (INE 2024).
| Gráfica de evolución demográfica de Valdemorillo entre 1842 y 2021 |
| |
| Población de derecho según los censos de población del INE Población de hecho según los censos de población del INEEntre el censo de 1857 y el anterior, crece el término del municipio porque incorpora a 285009 (Peralejo) |

## Transporte
Sus carreteras más importantes son la M-600, que une El Escorial con Navalcarnero, la M-510, que va desde Galapagar hasta Chapinería, y la M-853 que une la M-503 desde Villanueva del Pardillo con la urbanización Puentelasierra.
Valdemorillo tiene cinco líneas de autobús, de las cuales, tres tienen cabecera en el Intercambiador de Moncloa. Estas líneas son:
| Modo de transporte     | Línea | Recorrido                                                            | Operador                  |
| ---------------------- | ----- | -------------------------------------------------------------------- | ------------------------- |
| Autobuses interurbanos | 630   | Collado Villalba (estación) - Galapagar - Colmenarejo - Valdemorillo | Avanza Movilidad Integral |
| Autobuses interurbanos | 641   | Madrid (Moncloa) - Valdemorillo                                      | Avanza Movilidad Integral |
| Autobuses interurbanos | 642   | Madrid (Moncloa) - Colmenar del Arroyo                               | Avanza Movilidad Integral |
| Autobuses interurbanos | FS1   | Las Rozas (CC Herón City/Las Rozas Village) - Valdemorillo           | Avanza Movilidad Integral |
| Autobuses interurbanos | N908  | Madrid (Moncloa) - Villanueva del Pardillo - Valdemorillo            | Avanza Movilidad Integral |
| Autobuses interurbanos | 645   | Madrid (Moncloa) - Robledo de Chavela - Cebreros                     | ALSA                      |
| Autobuses interurbanos | 669   | San Lorenzo de El Escorial - Villanueva de la Cañada                 | ALSA                      |

## Monumentos y turismo

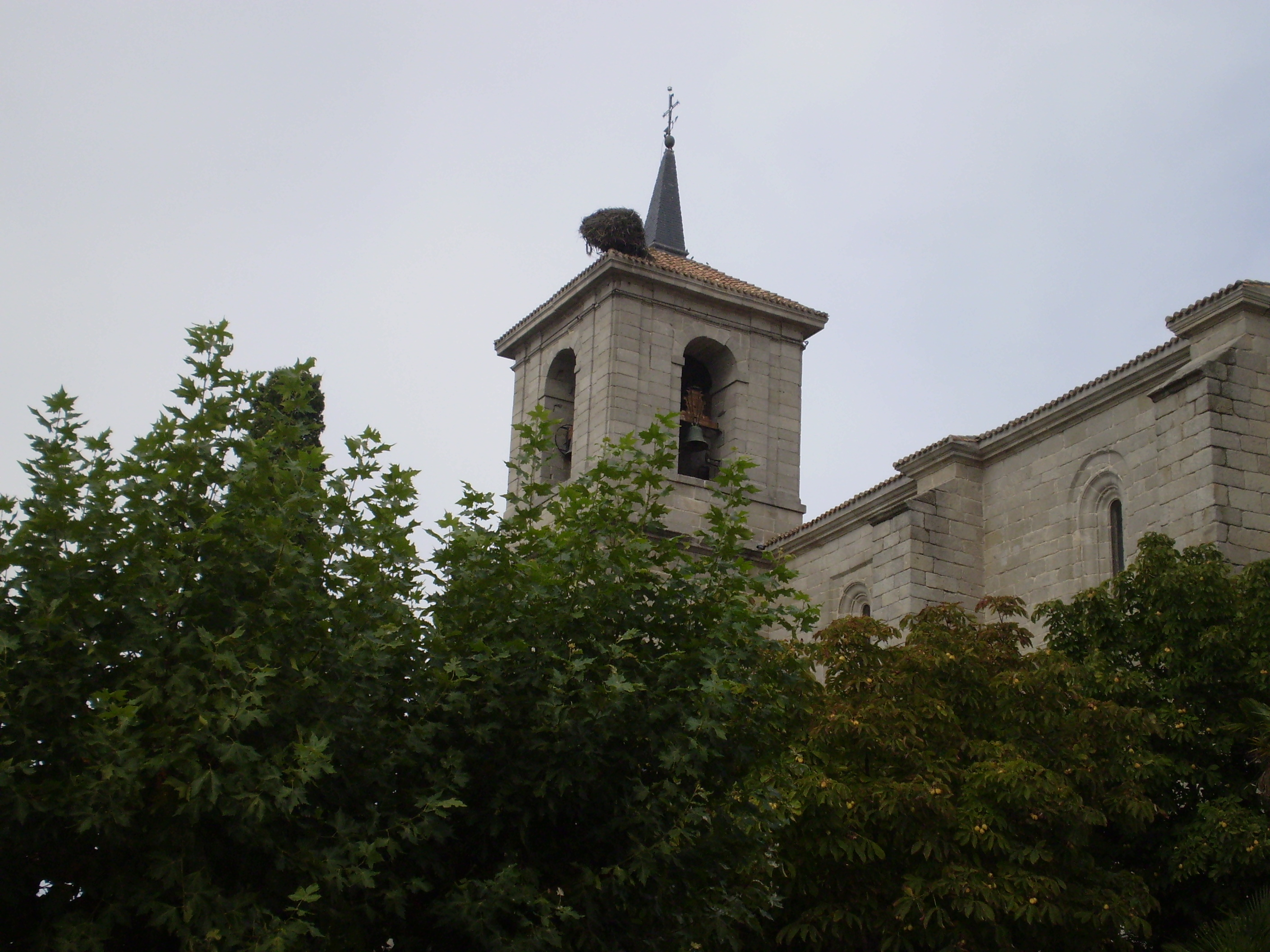
Vista lateral de la iglesia de Nuestra Señora de la Asunción

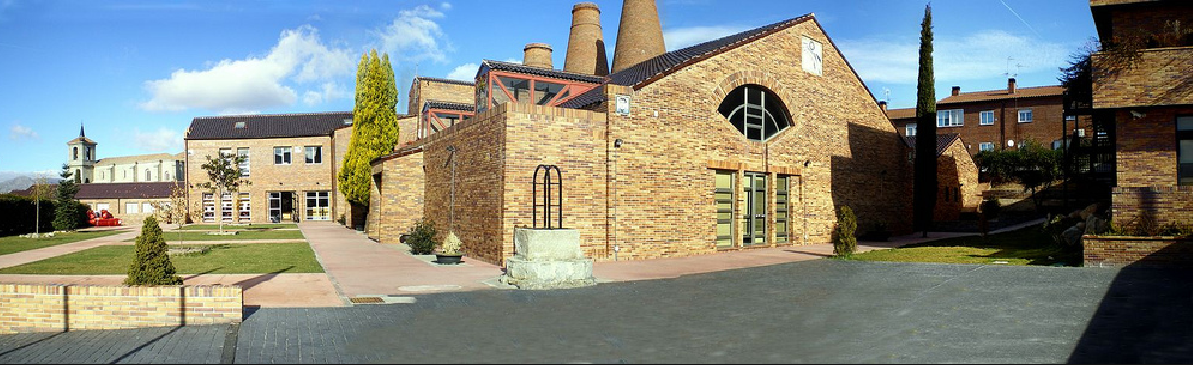
Biblioteca municipal de Valdemorillo y casa de cultura

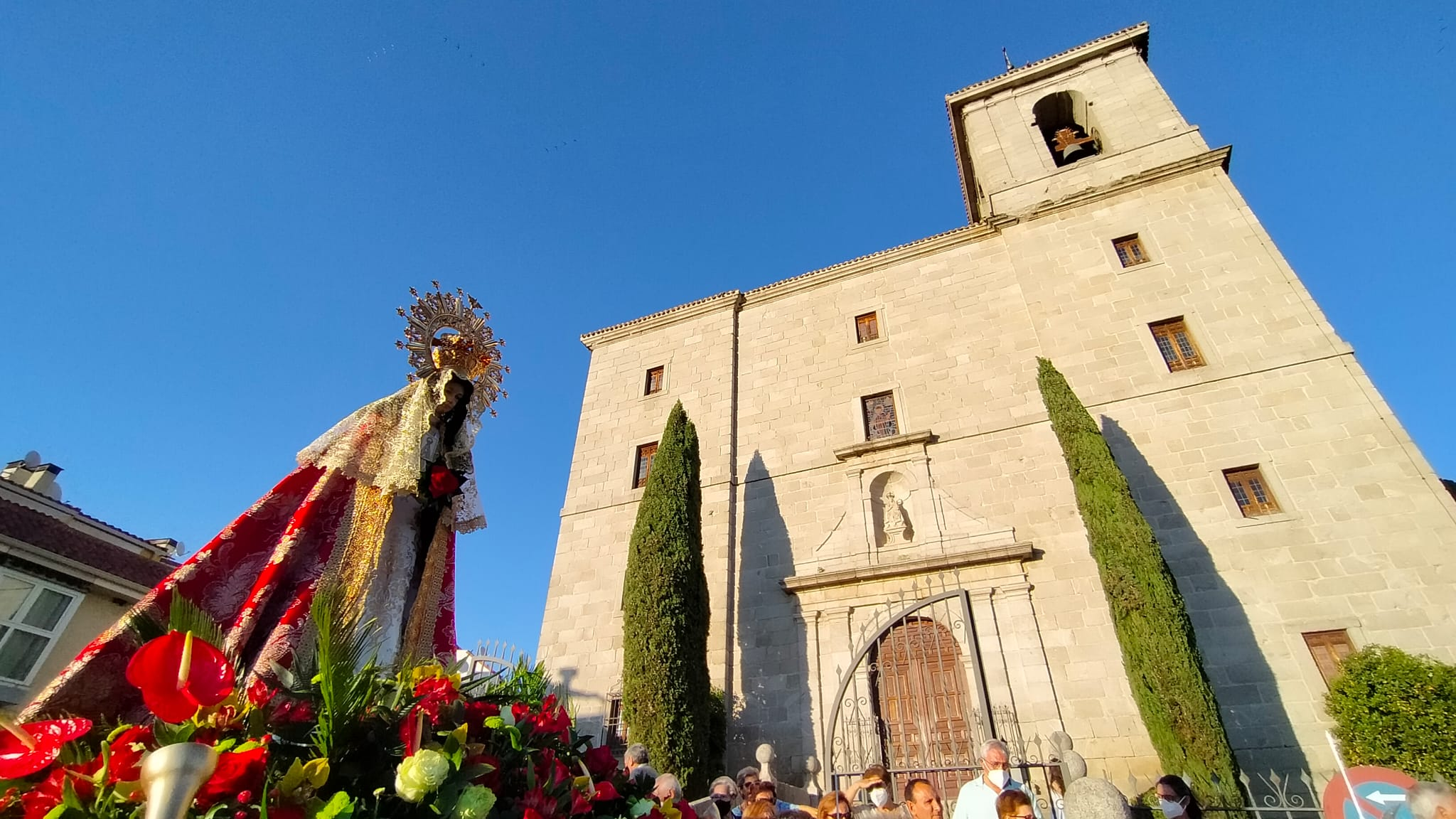
Procesión de la Virgen de la Esperanza

El pueblo forma parte de la Ruta Imperial de la Comunidad de Madrid. Se trata de un itinerario turístico, que recorre aquellos municipios que, en el siglo XVI, estuvieron vinculados con el camino que seguía Felipe II en sus desplazamientos desde Madrid hasta el Real Monasterio de San Lorenzo de El Escorial. El principal monumento de Valdemorillo integrado en esta ruta es la iglesia de Nuestra Señora de la Asunción, a los que se añaden otras construcciones de interés, correspondientes a diferentes periodos históricos:
- Iglesia de Nuestra Señora de la Asunción. Los orígenes de esta iglesia parroquial se remontan al siglo VIII, pero su aspecto actual es muy posterior, del siglo XVI. Su exterior es de estilo herreriano, que contrasta con los elementos de gótico tardío y barroco de su interior, además de la presencia de restos mozárabes y románicos. A pesar de la variedad de estilos, presenta una traza unitaria, fruto de la reforma emprendida por Bartolomé Elorriaga, discípulo de Juan de Herrera, culminada en 1601. Nada se salvó en su interior durante la Guerra Civil ya que el ejército republicano quemó todos los objetos de madera, desde bancos al retablo mayor de la iglesia.
- Ermita de Valmayor. Está situada junto al embalse de Valmayor, a unos seis kilómetros del casco urbano. En ella se encuentra la Virgen de la Esperanza que sin ser patrona de la localidad, sin embargo suscita una de las fiestas más populares con una romería el primer domingo del mes de junio.
- Ermita de San Juan.
- Fábrica de lozas de Valdemorillo: Fundada en 1845 por la Sociedad de Aulencia, Falcó y Cía, como fábrica de cal, cristal, loza, porcelana, gres y vidrio hueco. Uno de sus elementos más destacados son las torres de tres hornos-botella de cocción de la porcelana, en un excelente estado, levantados en ladrillo (y confundidos habitualmente con 'chimeneas'). El edificio ha sido restaurado y reconvertido para diferentes usos públicos. Alberga la Casa de Cultura del municipio y un museo de cerámica y vidrio. A su alrededor fueron construidos, como anexos, los "fabriquines" o pequeños talleres especializados: junto a la carretera M-600, entre las urbanizaciones de Jarabeltrán y de Mirador del Romero, se puede acceder a los restos de uno de esos fabriquines, con una chimenea, un horno-botella y restos de la nave de fabricación de ladrillos, junto a la 'cantera' de la que se extraía el barro como materia prima (a la que se puede acceder, conteniendo múltiples galerías y arcos estéticamente relevantes).

El entorno natural de Valdemorillo ha permitido el desarrollo de una industria turística, centrada en el deporte, el senderismo, las excursiones todoterreno, la acampada y los paseos a caballo.
Dada la proximidad del embalse de Valmayor y el pantano de Cerro Alarcón (situado, este último, en el término municipal de Navalagamella), es habitual la práctica de deportes náuticos y la pesca.

## Administración y política

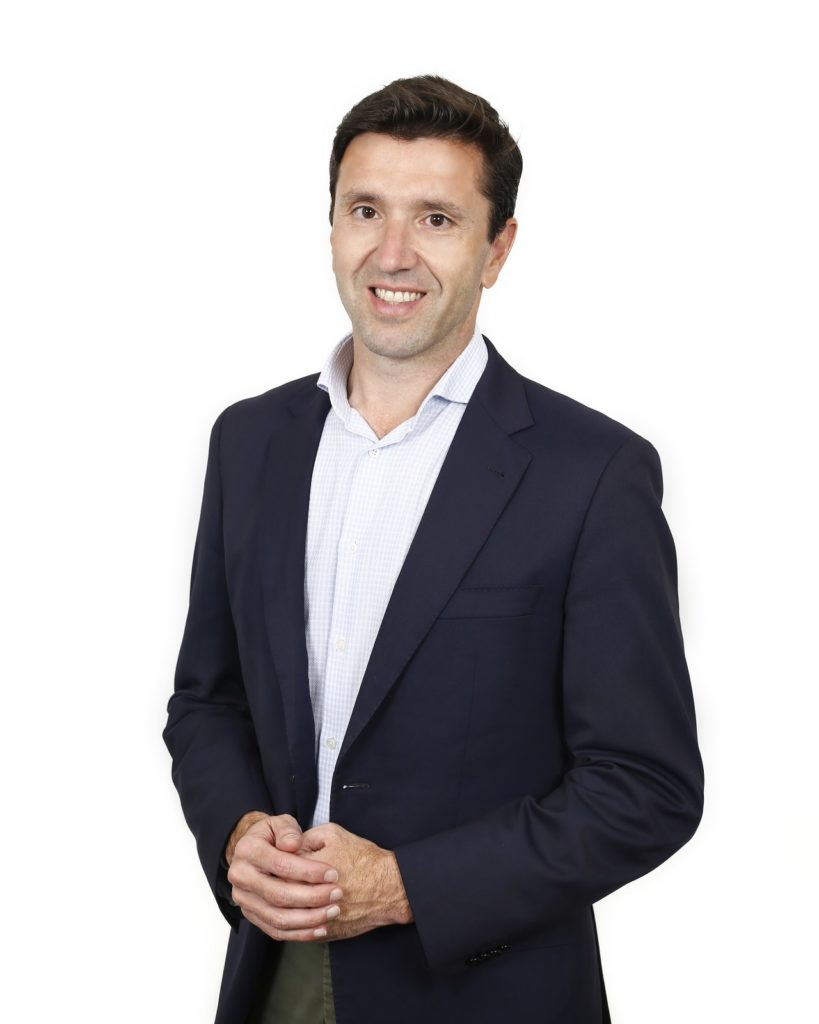
Santiago Villena, alcalde de Valdemorillo

Relación de alcaldes de la democracia en Valdemorillo:
|                                                                |                    |                 |         |                                               |  |  |  |
| Alcalde                                                        | Inicio del mandato | Fin del mandato | Partido | Partido                                       |  |  |  |
| Lorenzo Bravo                                                  | 1979               | 1983            |         | UCD                                           |  |  |  |
| Lorenzo Bravo (1983-1984) Luis Entero Acedos (1984-1987)       | 1983               | 1987            |         | CDS Alianza Popular                           |  |  |  |
| José Partida Ventura                                           | 1987               | 1991            |         | Eficacia Valdemorillo                         |  |  |  |
| Mariano Gamella                                                | 1991               | 1995            |         | PP                                            |  |  |  |
| Mariano Gamella (1995-1996) Pilar López Partida (1996-1999)    | 1995               | 1999            |         | PP Agrupación Renovadora de Valdemorillo (AR) |  |  |  |
| Pilar López Partida                                            | 1999               | 2003            |         | Agrupación Renovadora de Valdemorillo (AR)    |  |  |  |
| Luis Miguel García (2003-2004) Pilar López Partida (2004-2007) | 2003               | 2007            |         | PSOE PP                                       |  |  |  |
| Pilar López Partida                                            | 2007               | 2011            |         | PP                                            |  |  |  |
| Pilar López Partida                                            | 2011               | 2015            |         | PP                                            |  |  |  |
| Gema González Fernández                                        | 2015               | 2019            |         | Progresistas de Valdemorillo (PVM)            |  |  |  |
| Santiago Villena Acedos                                        | 2019               | 2023            |         | PP                                            |  |  |  |
| Santiago Villena Acedos                                        | 2023               | --              |         | PP                                            |  |  |  |

Resultados de las elecciones municipales en Valdemorillo
| Partido político | Partido político                                   | 2023  | 2023  | 2023       | 2019  | 2019  | 2019       | 2015  | 2015  | 2015       | 2011  | 2011  | 2011       |  |
| Partido político | Partido político                                   | %     | Votos | Concejales | %     | Votos | Concejales | %     | Votos | Concejales | %     | Votos | Concejales |  |
|                  | Partido Popular (PP)                               | 28,04 | 1.850 | 6          | 18,58 | 1.095 | 4          | 25,66 | 1.428 | 6          | 43,64 | 2.259 | 8          |  |
|                  | Partido Socialista Obrero Español (PSOE)           | 14,08 | 929   | 3          | 16,81 | 991   | 3          | 6,77  | 377   | 1          | 10,59 | 548   | 2          |  |
|                  | Vox                                                | 13,74 | 907   | 3          | 12,42 | 732   | 2          | —     | —     | —          | —     | —     | —          |  |
|                  | Vecinos Valdemorillo (VVAL)                        | 12,71 | 839   | 2          | —     | —     | —          | 6,74  | 375   | 1          | —     | —     | —          |  |
|                  | Objetivo Valdemorillo (OVAL)                       | 12,44 | 821   | 2          | 11,86 | 699   | 2          | —     | —     | —          | —     | —     | —          |  |
|                  | Más Madrid Valdemorillo (MM-VQ)                    | 7,15  | 472   | 1          | —     | —     | —          | —     | —     | —          | —     | —     | —          |  |
|                  | Podemos-IU-AV - Alternativa - Izquierda Unida (IU) | 4,75  | 314   | —          | 7,79  | 459   | 1          | 12,85 | 715   | 3          | 5,95  | 308   | 1          |  |
|                  | Ciudadanos (Cs)                                    | 2,22  | 147   | —          | 13,6  | 802   | 3          | 11,05 | 615   | 2          | —     | —     | —          |  |
|                  | UNIVAL - PVM                                       | —     | —     | —          | 12,88 | 759   | 2          | 15,04 | 837   | 3          | 19,46 | 1.007 | 3          |  |
|                  | Unión Progreso y Democracia (UPyD)                 | —     | —     | —          | —     | —     | —          | 5,34  | 297   | 1          | —     | —     | —          |  |
|                  | PIVALDE                                            | —     | —     | —          | —     | —     | —          | 3     | 167   | —          | 10,59 | 807   | 3          |  |

## Fiestas y tradiciones

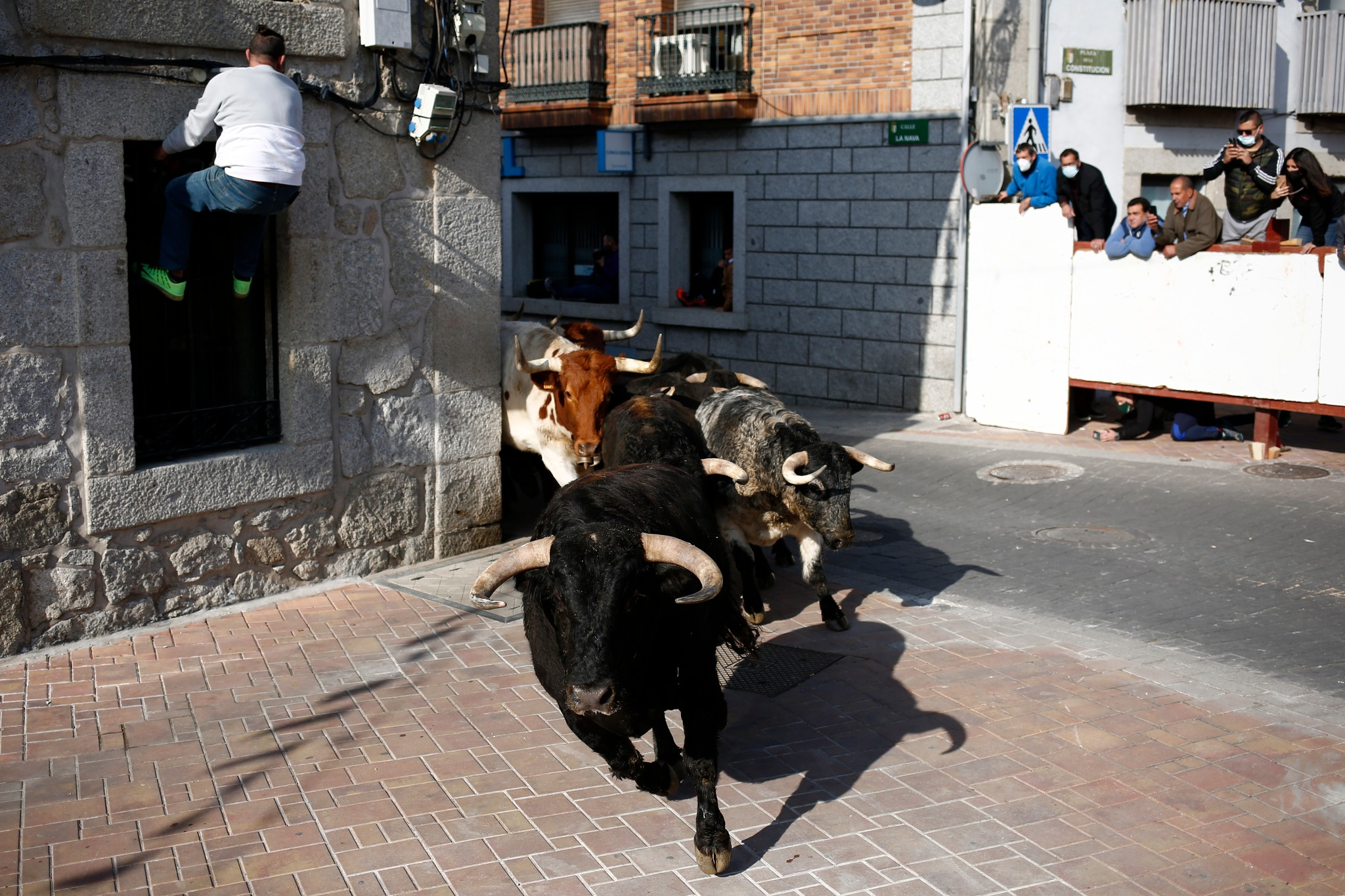
Encierros de Valdemorillo

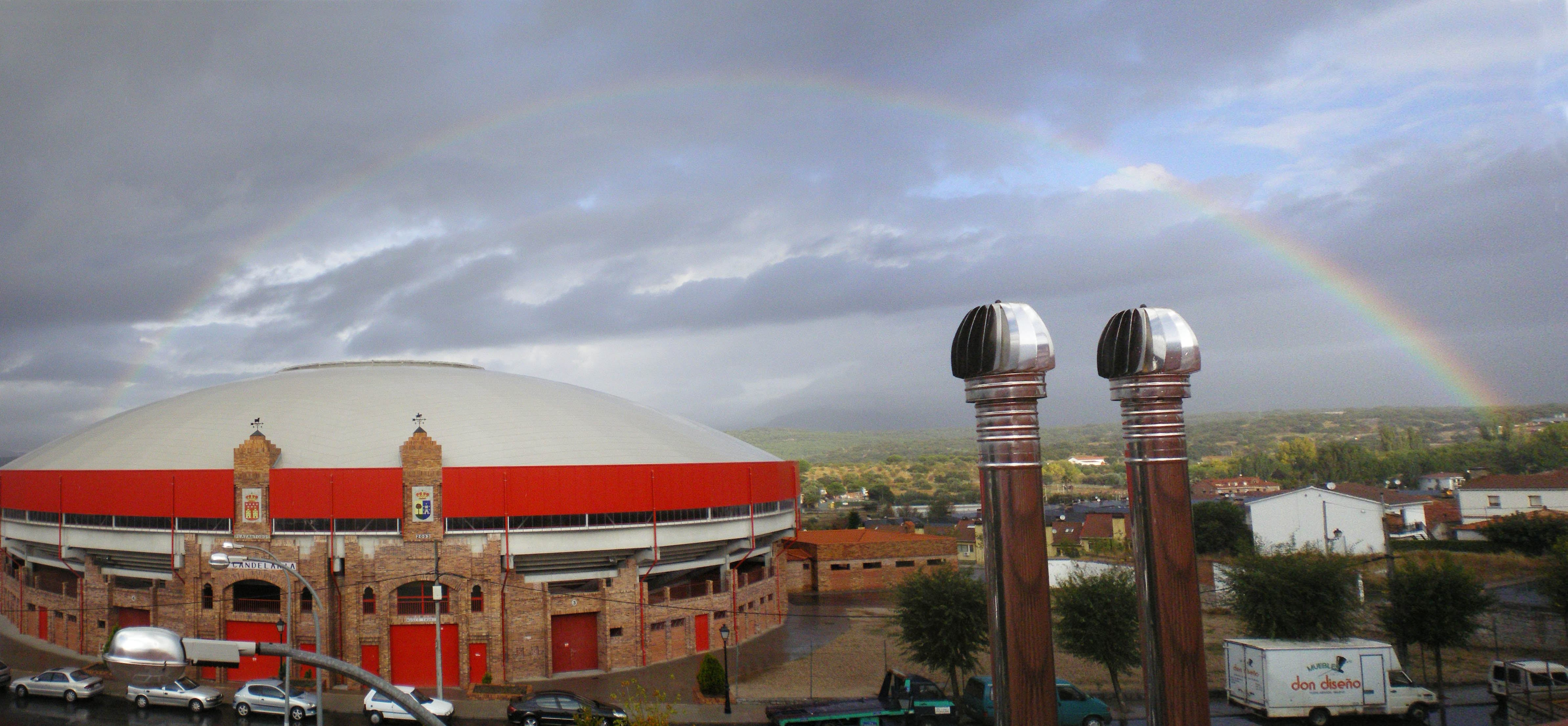
Plaza de toros de la localidad

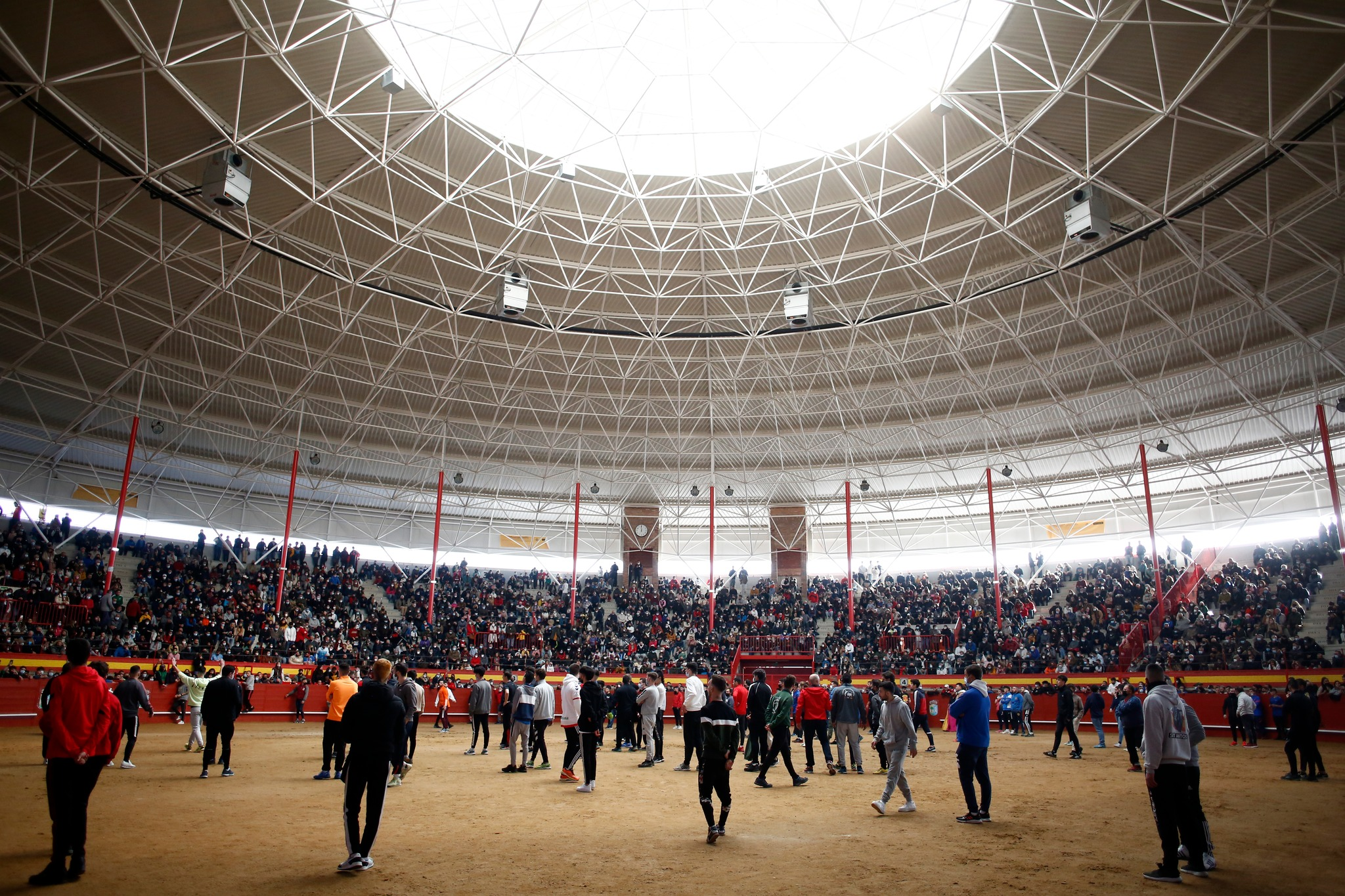
Interior de la plaza de toros La Candelaria de Valdemorillo

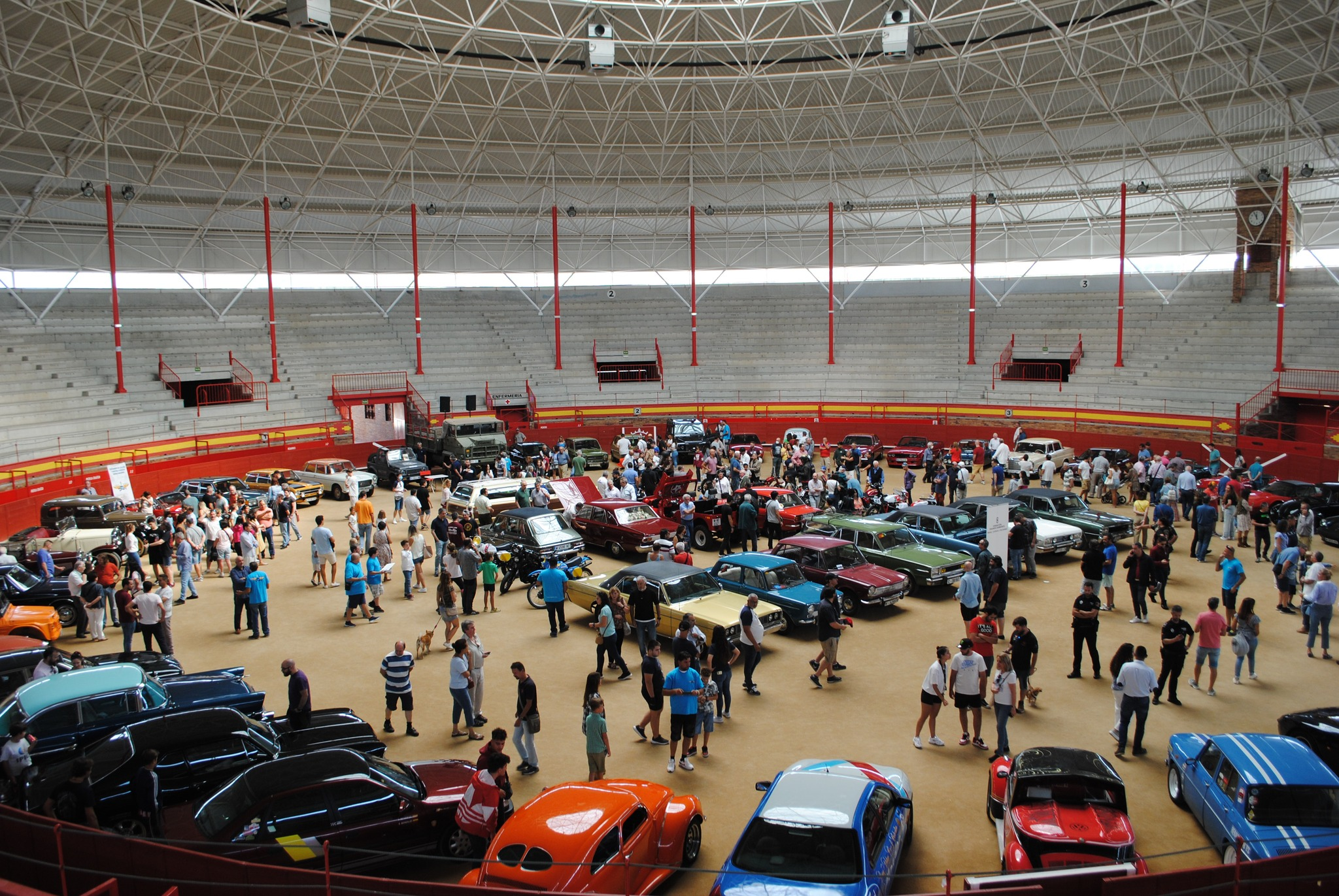
Exposición coches clásicos en Valdemorillo

La localidad es famosa por celebrar la primera feria taurina del año, que tiene lugar a primeros de febrero, dentro de las fiestas mayores de San Blas. Esta feria, que abre oficialmente la temporada de toros en España, se desarrolla en la plaza de toros La Candelaria, inaugurada en 2003.
El pueblo tiene como patrones a San Blas y a La Candelaria (2 y 3 de febrero), elegidos únicamente por la coincidencia de su festividad con la llegada, en 1574, de la comitiva real que portaba los restos mortales del emperador Carlos I, camino del Monasterio de El Escorial, motivo por el que está incluida en la llamada Ruta Imperial de la Comunidad de Madrid

## Educación
Valdemorillo cuenta con dos guarderías (una casa de niños pública, gestionada directamente por el Ayuntamiento, y una escuela infantil pública de gestión privada), una biblioteca municipal, el colegio público Juan Falcó que ofrece educación primaria, infantil y especial; y un instituto el IES Valmayor, que debe su nombre al embalse situado en el municipio.

## Personas notables
- Pedro María Rubio y Martín Santos, miembro fundador de la Real Academia de Ciencias Exactas, Físicas y Naturales por designación real.